# Elena Denisova

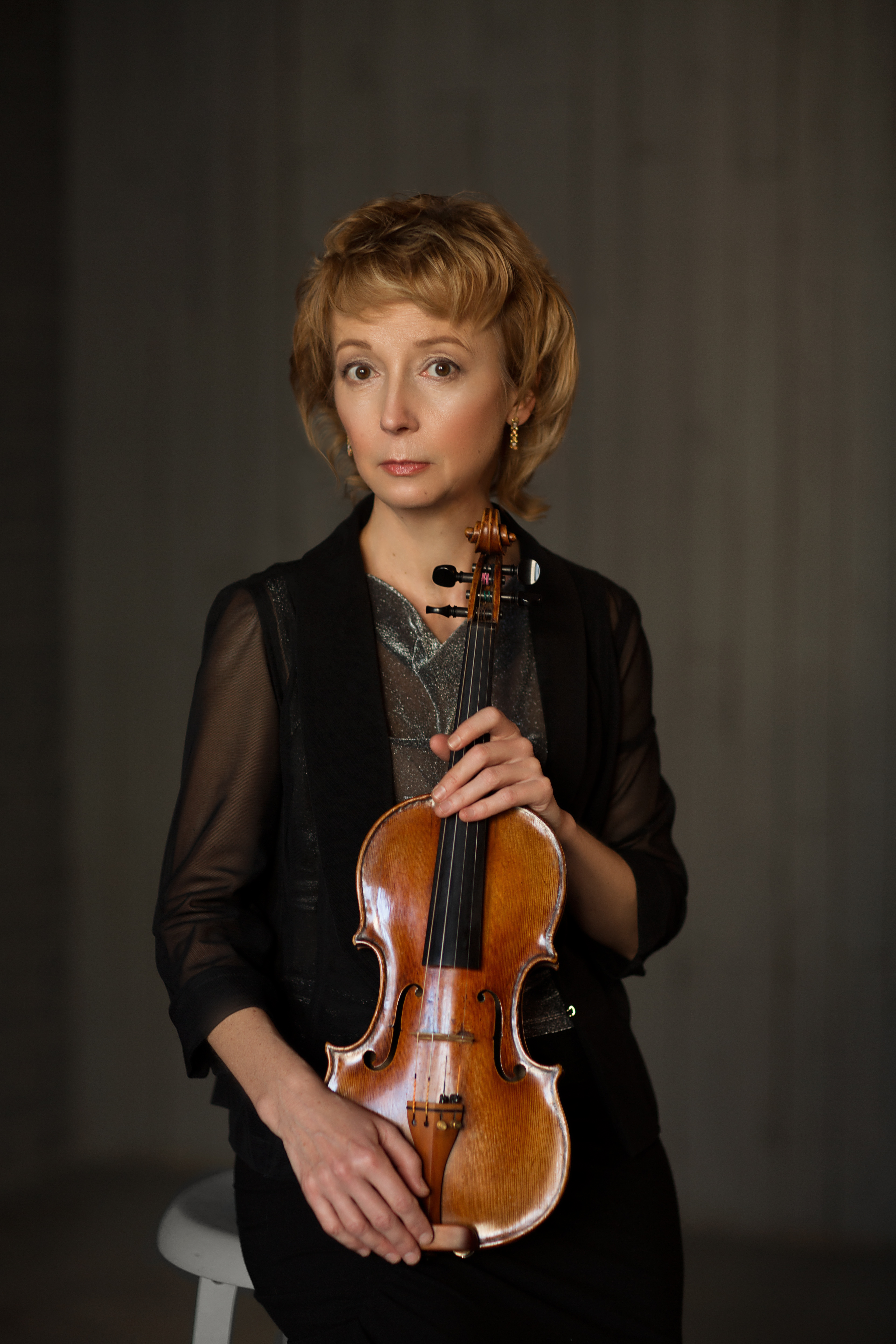
Elena Denisova, November 2017

Elena Denisova (russisch Елена Денисова, * 14. Februar 1963 in Moskau) ist eine österreichische Violinistin und Festivalintendantin russischer Abstammung.

## Leben
Elena Denisovas musikalische Laufbahn begann im Alter von vier Jahren mit dem Geigenunterricht. Die Tochter eines Seismologen und einer Transportingenieurin besuchte ab ihrem sechsten Lebensjahr die Zentralmusikschule am Moskauer Konservatorium und anschließend das Moskauer Konservatorium. Im Alter von elf Jahren wirkte Denisova bei ihrer ersten Schallplattenaufnahme mit. Nach dem Studium bei Waleri Klimow und Meisterkursen bei Oleg Kagan folgte ein Solistenengagement an der Staatlichen Philharmonie Moskau. Sie gründete das  Moskauer Nationalquartett, in dem sie die erste Violine spielte. Anfang der 1990er Jahre unternahm sie vermehrt Konzertreisen in verschiedenen europäischen Ländern und übersiedelte nach Österreich. 1992 wurde sie österreichische Staatsbürgerin.
Elena Denisova ist Gründerin des Kammerensembles Collegium Musicum Carinthia und der Classic Etcetera Musikvereinigung. Mit dem Dirigenten und Pianisten Alexei Kornienko gründete sie 1996 das Gustav Mahler Ensemble. Seit 2002 ist sie Intendantin des jährlich stattfindenden WoertherSee Classics Festivals in Klagenfurt. Ferner begründete sie das Label DEKA media.
Denisova tritt als Solistin bei Konzerten auf, auch im Rahmen von internationalen Tourneen und Festivals. Unter anderem spielte sie beim Bodenseefestival, beim Festival van Vlaanderen, bei den Wiener Festivals Hörgänge und Klangbogen, dem Ljubljana Festival, dem Festival Russischer Winter in Moskau, dem Beethovenfest in Bonn sowie dem Festival Concerti di Primavere in Parma.
Denisova engagiert sich für zeitgenössische Musik, beispielhaft sei der Komponist Franz Hummel genannt. 2012 spielte sie seine Violinsinfonie Fukushima ein, 2016 folgte die Premiere seines zweiten Violinkonzerts Poème in memoriam Max Reger. Hummel schuf für sie auch eine Orchesterfassung von Alexander Zemlinskys Serenade für Violine und Klavier (1895).
Denisova hat von 2002 bis 2005 am Franz Schubert Konservatorium in Wien unterrichtet und ist seitdem am Austro-American Institute in Wien als Lehrerin tätig, ferner bei Meisterkursen und als Jury-Mitglied bei internationalen Wettbewerben. In Zusammenarbeit mit den Saitenherstellern Thomastik (1999 bis 2013) und Pirastro (seit 2013) war sie an der Entwicklung neuartiger Violinsaiten beteiligt.
Elena Denisova ist mit dem Dirigenten und Pianisten Alexei Kornienko verheiratet und hat einen Sohn.

## Auszeichnungen (Auszug)
- 1976: Concertino Praha, Prag
- 1985: Internationaler Violinwettbewerb, Zagreb
- 1987: Internationaler Violinwettbewerb,  Markneukirchen

## Diskografie (Auszug)
- Natural Flow. Yavor Dimitrov, David L. Kaplan, Paul Walter Fürst und Monte K. Pishny-Floyd (ORF).
- Erwachen der Liebe. Boudewijn Buckinx, Philipp Schober (Assam Media Verlag).
- Joseph Haydn: Violinsonaten. Elena Denisova, Alexei Kornienko  (Gramola).
- Antonio Vivaldi:  Le Quattro Stagioni – Die vier Jahreszeiten. Elena Denisova, Gustav Mahler Ensemble (Assam Media Verlag). Denisova spielte jede Jahreszeit auf einer anderen Meistergeige aus Cremona. Zum Einsatz kamen zwei Stradivaris, eine Ruggeri und eine Guarneri del Gesù.[9]
- Wien um 1900 – Fuchs, Singer, Zemlinksky. Elena Denisova, Alexei Kornienko (Gramola).
- Max Reger:  Violinkonzert A-Dur op. 101. Elena Denisova, Kammerorchester Collegium Musicum Carinthia, Alexei Kornienko (ORF).
- Jascha Heifetz: Miniaturen für Violine und Klavier. Elena Denisova, Alexei Kornienko (Arte Nova).
- Bernhard Paumgartner. Elena Denisova, Grigori Alumjan, Alexei Kornienko (Gramola).
- Joseph Rheinberger. Werke für Violine und Orgel (Arte Nova).
- Johann Sebastian Bach, Michail Kollontay: Partitas (Etcetera).
- Nikolaus Fheodoroff, Michail Kollontay: Violin Concertos (Tyxart).
- Aus kaiserlicher Zeit/From Imperial Vienna. Elena Denisova, Alexei Kornienko und das Gustav Mahler Ensemble spielen Werke von Haydn, Hummel und Vivaldi (Sony Classics).[10]